# Settlers of Catan

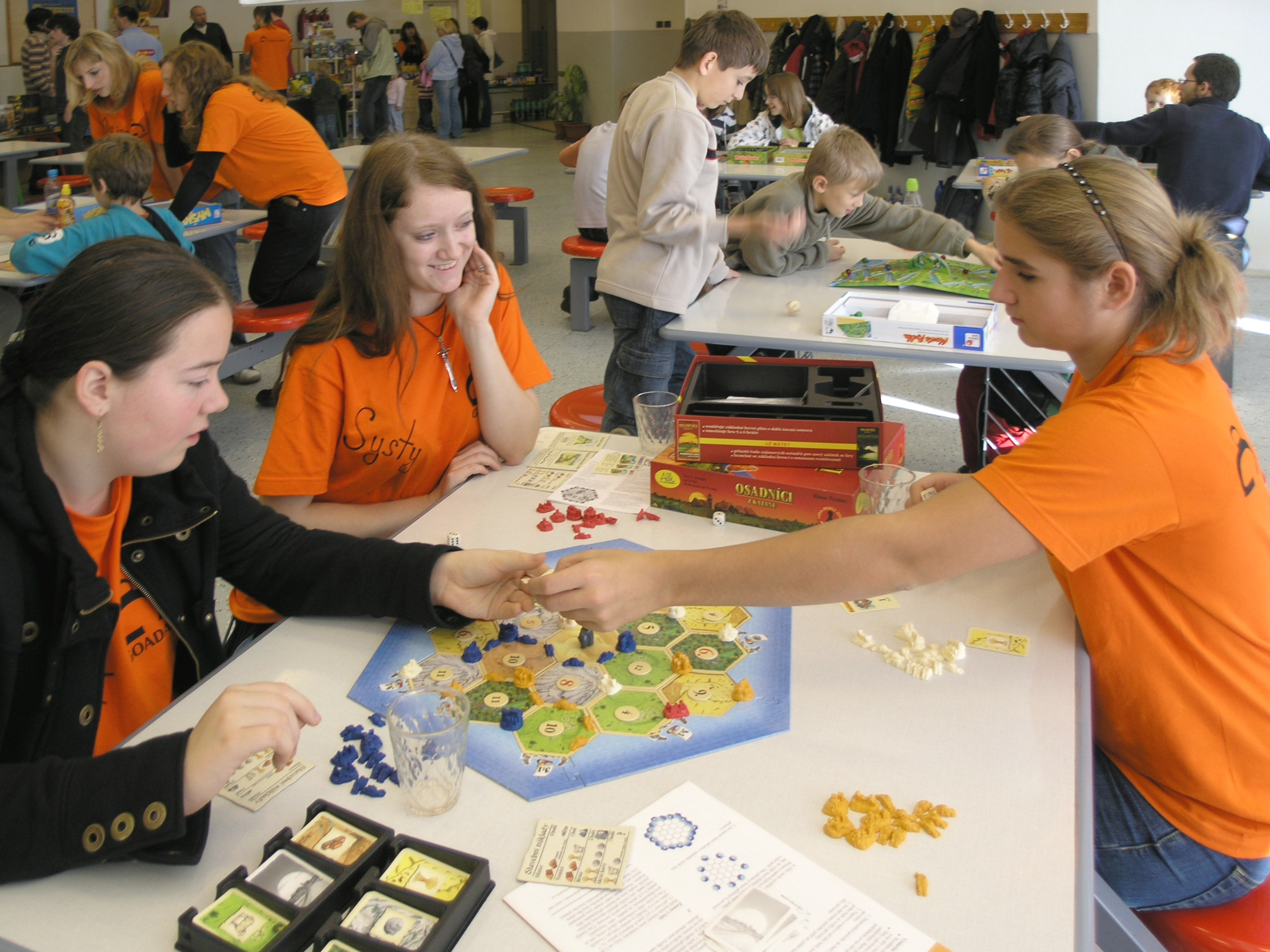
Ungdomar spelar Settlers of Catan, 2008

The Settlers of Catan är ett tyskt brädspel för (ursprungligen) tre till fyra spelare, utvecklat av den tyska tandteknikern och speldesignern Klaus Teuber. I Sverige var det först utgivet under namnet "Settlers från Catan" men säljs numera som "Catan". Catan är en ö som spelarna ska kolonisera byar, städer och vägar, och på så vis erhålla poäng. Den som först får 10 poäng vinner spelet.

## Spelet
Spelplanen är uppbyggd av ett antal hexagonformade brickor vars position kan variera från spel till spel. Varje bricka representerar någon av de fem naturresurser som förekommer i spelet: spannmål, lera, boskap, malm och skog. Dessutom finns en ökenbricka och spelplanen omsluts av vattenbrickor. På varje resursbricka ligger en mindre bricka med ett tal i intervallet 2 till 12. Byar och städer byggs i hörnen där tre hexagoner möts. Vägar byggs på den gemensamma sidan av två hexagoner.
I början av varje spelares tur kastas två tärningar. Summan av resultaten visar vilka resursbrickor som ger utdelning denna omgång. För varje by i anslutning till en resursbricka med detta tal på får byns ägare en resurs av samma typ som brickan. Städer ger två resurser.
Spelaren vars tur det är kan sedan bygga ut sin koloni med hjälp av sina resurser. En viktig del av spelet är att spelarna köpslår och utbyter resurser med varandra.

## Bakgrund

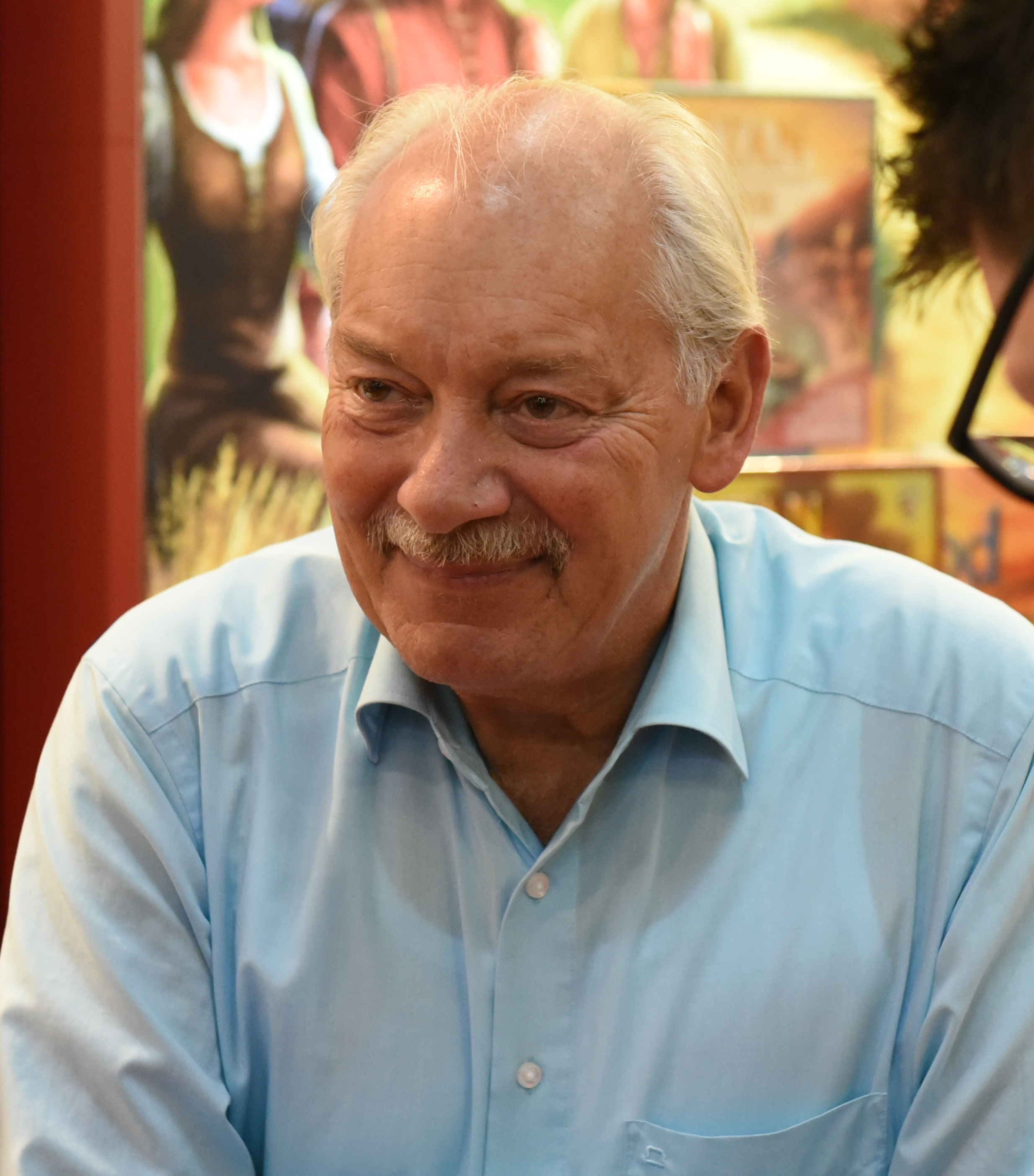
Klaus Teuber (2017)

Klaus Teuber säger att idén till spelet kom när han behövde en omväxling från sitt jobb som tandtekniker. Som historieintresserad menar han att upptäckten av Island väckte hans intresse och att han ville uppleva upptäckten och utforskningen av obebodda öar. Han spelade prototypen med familjen först och kompletterade reglerna utifrån det.
Naturresurserna valde Teuber utifrån vad han trodde människor behövde för att överleva i en ny miljö. Varje resurs representerar enligt honom något grundläggande som människor behöver, t ex spannmål representerar mat, ull representerar kläder, osv. Från början hade han valt färgerna vit, gult, rött och blått för att han tyckte att dessa var mest tilltalande i ett spel, men säger att bolaget sedan ändrade gult till orange. Spelet skulle från början bara heta "The Settlers", men Teuber säger att han övertygade bolaget om att ändra titeln eftersom det fanns ett datorspel med samma namn och att brädspelet hade kunnat blandas ihop med datorspelet. "Catan" vaskades fram av tio påhittade namn som Teuber tyckte lät bra. Familjen och vänner tyckte att "Catan" lät bäst.
Att spelet blev så framgångsrikt förvånade Teuber eftersom han trodde att det skulle vara för komplext för allmänheten. Teuber säger att det ovanliga med Catan var att försäljningen ökade stadigt år efter år, till skillnad från de flesta spelen som säljer bäst under första året. När Catan blev en succé slutade han jobba som tandtekniker och blev spelutvecklare på heltid. Fram till januari 2022 hade 35 miljoner kopior av spelet sålts i hela världen.

## Catan på konsoler
Catan finns till Xbox 360, Playstation, Playstation 2, Playstation 3 och Nintendo DS. Spelet går även att ladda ner till Mac, PC, Windows 8 Touch samt ladda ner som app till IOS (Iphone, Ipod, Ipad) och Android. 

## Expansioner och varianter
Det finns flera tillägg till Settlers of Catan. 
Utgivet på svenska finns:
- Expansion 5-6 spelare grundspel
- Städer och riddare
- Expansion 5-6 spelare städer och riddare
- Sjöfarare
- Expansion 5-6 spelare Sjöfarare
- Handelsmän & Barbarer
- Expansion 5-6 spelare Handelsmän & Barbarer
- Äventyrare och Pirater
- Stjärnfarare

Utgivet på engelska finns bland annat:
- Seafarers
- Cities and Knights
- Traders and Barbarians

## SM Settlers of Catan
Varje år så spelas det SM i Settlers of Catan, normalt så hålls tävlingen på spelkonventet Calcon runt januari eller februari. De två bästa från varje år kvalar till VM i Settlers of Catan. 2018 korades två vinnare då SM spelades samtidigt i Göteborg och Stockholm med en segrare från varje tävling som kvalificerade till VM i Köln. 
Tidigare SM vinnare har varit sedan starten 2003:
- 2003	Johan Osbjer
- 2004	Mårten Isaksson
- 2005	Mårten Isaksson
- 2006	Mårten Isaksson
- 2007	Christoffer Ångmark
- 2010	Daniel Kvarnström
- 2018  David Nordlundh (Stockholm) och Simon Engmalm (Göteborg)

## Utmärkelser
- 1995 Spiel des Jahres
- 1995 Deutscher Spiele Preis 1st place
- 1995 Essen Feather
- 1995 Meeples' Choice Award
- 1996 Origins Award for Best Fantasy or Science Fiction Board Game[5]
- 2004 Hra roku
- 2005 Games Magazine Hall of Fame
- 2005 Gra Roku Game of the Year